# ناصر شهبازی (دوچرخه‌سوار)
ناصر شهبازی (زادهٔ ۳۰ تیر ۱۳۶۳) رکابزن پیشین و مربی کنونی دوچرخه‌سواری کوهستان اهل ایران است. او سابقه عضویت در تیم ملی ایران در رشته کراس‌کانتری و همچنین مربی‌گری در رقابت‌های قهرمانی آسیا را دارد.

## فعالیت ورزشی
شهبازی نزدیک به یک دهه در سطح ملی در رشته دوچرخه‌سواری کوهستان فعالیت داشته‌است. او به‌عنوان رکابزن، در مسابقات داخلی و بین‌المللی مختلفی از جمله رقابت‌های «Baam Iran 2019» شرکت کرده‌است.

## مربی‌گری
پس از پایان دوران حرفه‌ای، ناصر شهبازی وارد عرصه مربی‌گری شد و در چند دوره به‌عنوان مربی و سرپرست فنی تیم ملی دوچرخه‌سواری کوهستان فعالیت کرد. او در رقابت‌های قهرمانی آسیا که در اکتبر ۲۰۲۲ در کره جنوبی برگزار شد، یکی از اعضای کادر فنی تیم ملی بود.
همچنین در اعزام به رقابت‌های آسیایی لبنان، شهبازی به‌عنوان یکی از مربیان تیم در کنار ورزشکاران حضور داشت.

## چالش‌های مدیریتی
شهبازی در گفتگو با رسانه‌ها، از جمله خبرگزاری آنا، به چالش‌های مالی و مدیریتی تیم ملی اشاره کرده‌است. او گفته‌است که در برخی اعزام‌ها تنها یک سرپرست برای کل تیم وجود داشته‌است که این موضوع در عملکرد تیم تأثیرگذار بوده‌است.
در جریان مسابقات آسیایی، فرانک پرتوآذر، عضو تیم ملی، نیز اشاره کرده بود که نبود برنامه‌ریزی مناسب و پشتیبانی فنی باعث شده خودش مجبور به تعمیر دوچرخه‌اش شود، که این مسئله در نتیجه مسابقه تأثیرگذار بوده‌است.